# Comakership
Comakership é a forma mais desenvolvida de relacionamento entre clientes e fornecedores. Estabelece-se uma parceria entre eles de forma a gerenciar os produtos, processos, qualidade, pesquisas e desenvolvimentos. O objetivo é obter uma vantagem competitiva através de um fornecimento sincronizado e qualidade assegurada.
O modelo de Comarkership proposto por Giorgio Merli divide o relacionamento cliente-fornecedor em quatro fases:
• Abordagem convencional: Esta é a fase inicial do relacionamento entre os clientes e os fornecedores. O cliente dá prioridade ao preço e o fornecedor busca apenas fornecer um produto com preço baixo. Desconfiança quanto à qualidade. 
• Melhoria da qualidade: Nesta fase inicia-se um relacionamento mais duradouro. É o primeiro estágio do comaker. O cliente da prioridade à qualidade eliminando os fornecedores que não a têm.
• Integração operacional: É um passo além no relacionamento comaker. O cliente da prioridade ao controle dos processos. Inicia-se a participação do fornecedor no projeto do produto e investimentos comuns em pesquisa e desenvolvimento. Os clientes podem financiar programas para os fornecedores para a implantação de sistemas de melhoria de qualidade.
• Integração estratégica: Relacionamento do tipo comakership. É uma parceria nos negócios. Nesta fase há o gerenciamento comum dos processos e procedimentos, e também, um fornecimento sincronizado com qualidade assegurada.